# Cesare Biondi
Cesare Biondi (Barga, 12 agosto 1867 – Firenze, 26 marzo 1936) è stato un medico italiano.
Scrisse il primo trattato pratico di semeiotica e diagnostica medico-legale in Italia. Autore di più di 200 pubblicazioni fu anche un esperto nel campo della medicina sociale e del lavoro fondando "Il Ramazzini" periodico intitolato al primo studioso italiano di malattie del lavoro, pubblicato dal 1906 al 1917.

## Biografia

### I primi anni
Figlio di Pompeo Biondi e di Rosa Sammartini, si iscrisse alla facoltà di medicina e chirurgia presso l'università di Firenze dove fu allievo fra l'altro dei medici legali Angiolo Filippi e Lorenzo Borri. Cesare Biondi nel 1890 si laurea in medicina e chirurgia a Firenze con il prof. Paolo Mantegazza, iniziando la sua attività nella Clinica Medica Generale con il celebre prof. Pietro Grocco.
Viene nominato medico condotto a Monsummano Alto, dopo poco vince una borsa di studio che gli permette di andare in Germania, precisamente a Friburgo e Berlino, dove compie studi di carattere biologico. Al ritorno in Italia si interesse essenzialmente di Medicina Legale divenendo Assistente nella Regia Università di Pisa, poi allievo prediletto a Firenze di Angiolo Filippi. Entrato in contatto con Lorenzo Borri iniziò con lui la sua attività scientifica.
Nel 1900 ottiene la Libera Docenza, nel 1902 è Ordinario di Medicina legale a Sassari e nel 1903 a Cagliari.
Sposò nel 1900 Paolina Biondi (stesso cognome ma non parente) la quale aveva due figli: Marga e Roberto. Dal matrimonio nacque Pompeo Biondi, giurista.

### 26 anni di magistero senese
Nel 1910 diventò docente di Medicina legale e Medicina del lavoro nell'ateneo senese. Abitò con la moglie Paola, il figlio Pompeo e la nuora in una signorile casa in via Ricasoli 4. Appena giunto a Siena Biondi chiese al prefetto di poter visitare gallerie, chiese e musei. Fu amico di artisti e stando con loro acquisì competenza nel buon gusto così che riuscì a fondere la severità della scienza e la finezza dell'arte. Qui trovò un ateneo in crisi e a rischio chiusura e una città “fiera” ma corrotta da focolai di povertà e di malattia quali tubercolosi e rachitismo, malattie queste che furono costantemente monitorate con attenzione dalla scuola senese d'Igiene. Biondi non si lascerà impigrire ma si esalterà nel mito di Siena ricchissima di memorie e di testimonianze culturali e artistiche, dedicandosi al lavoro e alla creazione della nuova sede dell'istituto di via del Laterino, meglio nota come “stanze anatomiche”. Fu nominato preside di facoltà nell'a.a 1914-1915. Il suo istituto fu menzionato nell'edizione del 1928 della Rockfeller Foundation con la monografia 'Methods and problems of the Medical Education': in cui l'institute of Legal Medicine of Royal University of Siena ha un posto d'onore insieme ad altri due soli istituti di Medicina legale italiani (Roma e Torino).
Il 17 gennaio 1922 il prefetto di Lucca lo nominò regio ispettore onorario dei monumenti, scavi e oggetti di antichità e d'arte di Lucca e Barga.
Il 25 febbraio 1935 il Capo del Governo, in qualità di Ministro delle Corporazioni, lo nominò “esperto nella commissione permanente per la legislazione del lavoro, l'assistenza e la previdenza sociale”. Biondi ebbe anche l'incarico dell'insegnamento della medicina legale presso la facoltà senese di giurisprudenza.

### La prima guerra mondiale
Cesare Biondi fu tra coloro che credettero nell'intervento italiano nella Grande Guerra infatti si arruolò nel 1915 col grado di tenente-colonnello medico di completamento, nella III armata, lavorando negli ospedali militari come medico infortunista e al fronte come esperto di igiene e di patologia del lavoro portando valido contributo allo studio dei vari aspetti dell'autolesionismo e dedicando particolare attenzione ai problemi delle elaiopatie. Nel 1918 ricevette da Emanuele Filiberto di Savoia il riconoscimento del valor militare per le sue attività in ambito di organizzazione sanitaria del servizio militare. Anche il ministero dell'istruzione con nota al rettore del 28 aprile 1918 si compiacque per il modo in cui Biondi aveva compiuto il suo impegno di soldato.

### La morte e le celebrazioni
Il ventisei marzo 1936 Cesare Biondi morì improvvisamente a Firenze, durante una consulenza su traumatizzati del lavoro. La salma fu portata a Barga e da Siena partirono per il funerale oltre al rettore e ai suoi colleghi tantissimi studenti grazie anche al contributo ad hoc del 'Monte dei Paschi di Siena'.
Telegrammi giunsero da tutti i rettori e presidi di medicina italiani, dal ministro dell'istruzione Cesare Maria De Vecchi e da tutti i senesi più illustri. Gli furono fatte commemorazioni, pubblicate nelle riviste scientifiche da colleghi e allievi.Così la stampa locale: ”Il 28 marzo 1936 ebbero luogo in Barga i funerali del nostro concittadino prof. Cesare Biondi importantissimi per concorso di popolo e di numerosi professori universitari,tra i quali il rettore dell'università di Siena. Nel cimitero parlò il rettore illustrando l'opera scientifica del defunto. Il feretro fu portato a spalla dai Goliardi dell'Università di Siena” (“La Corsonna”, periodico della Val di Serchio, n.6, 20 marzo 1936). Il comune di Barga gli dedicò il suo più bel viale.

## Biondi e la politica

### La carriera politica
Cesare Biondi oltre ad essere un eccellente medico legale fu anche attivo nella organizzazione sociale dello Stato. Consigliere comunale nel 1910, nel 1911 assunse la carica di sindaco di Barga che ricopre a più riprese fino al 1919. In quegli anni 'Crema' e 'Popolo' sono le denominazioni delle liste contrapposte e la vittoria di quest'ultima, di cui Biondi fece parte, aprì una nuova fase della politica locale basata sul riformismo. Cesare Biondi si comportò sempre con un gran senso di onestà e dovere verso il Paese.
Durante il periodo della guerra in cui fu volontario, dal prefetto venne concessa alla Giunta Comunale di Barga la facoltà di nominare tra loro un Facente Funzioni di Sindaco e fu nominato l'assessore Alfredo Bonaccorsi, marito di Marga figliastra del Biondi.

### La discriminazione
Nel 1919 visti i nuovi scenari che si stavano sviluppando in Italia il Biondi dichiara di volersi dimettere dall'incarico di sindaco anche se successivamente continua ad appoggiare la lista socialista e viene rieletto per far fronte al bilancio comunale di Barga.
Ormai il fascismo ha preso piede in Italia e per Biondi a causa delle sue idee politiche si prospettano giorni davvero duri. A Barga, al teatro Differenti, mentre presenta i candidati socialisti, dal loggione partono centinaia di volantini, a torto infamanti la sua generosa, leale e buona persona. A Siena si ripeteranno le infamanti accuse. Fu duramente colpito dalla stampa in particolare la rivista Il Selvaggio  in cui fu messo sotto accusa il 'socialismo utilitario' di Biondi che pretende il pagamento dell'affitto da una vedova di guerra. Si arrivò a volerne la sua cacciata dall'istituto di Medicina legale per la fascistizzazione dell'Università.
Dopo la tragica morte di Giacomo Matteotti per mano di sicari fascisti l'idea della punizione perseguita il Biondi, tantoché una sera deve chiamare in fretta e furia l'auto pubblica del barghigiano Silvio Mariucci affinché lo conducesse via da Barga in quanto gli è giunta notizia che i fascisti volevano dar fuoco alla sua Villa di Pozza e dare a lui una sonora lezione.
Alla stazione di Fornaci di Barga a stento riesce a sottrarsi ad un'aggressione per il pronto intervento dei presenti e a Barga durante un'adunata fascista viene colpito da una bastonata. Le sue lezioni continuarono ma venivano boicottate da alcune camicie nere e pertanto tenute al Laterino anche in estate nel primissimo pomeriggio per scoraggiare questi fascisti.
Tuttavia il fascismo lo dovrà tollerare per i suoi contributi scientifici, per l'utile lavoro in favore del proletariato e soprattutto perché nel campo della sua professione non ha altri al suo livello.

## Il lavoro a servizio della giustizia
Cesare Biondi sapeva bene che chi aveva scelto medicina legale non doveva chiudersi all'interno dell'accademia ma guardare oltre. Biondi aveva un animo da pioniere, a Firenze tenne il primo corso libero di infortunistica. Risalgono a lui i primi trattati di semeiotica e diagnostica medico legale in Italia. Fu membro del comitato permanente per lo studio delle malattie professionali e degli infortuni e consulente dell'Ufficio internazionale del lavoro, attività che lo resero celebre a livello europeo. Fu attivo nella fondazione del sistema previdenziale italiano infatti fu tra gli artefici delle assicurazioni sociali contro le malattie del lavoro, le invalidità, la tubercolosi e fu il precursore del Servizio Sanitario Nazionale, nella speranza di un mondo nuovo più umano e giusto. Biondi aiutò i cavatori della Media Valle del Serchio, i minatori del Sulcis e poi dell'Amiata, gli addetti dei forni del mercurio di Abbadia San Salvatore e l'industria di cappelli del Valdarno constatando le condizioni di migliaia di operai esposti a condizioni di fatica, di miseria, di usura, di malattia, a rischio infortuni e all'inesorabile insorgenza delle specifiche tecnopatie. Cercò quindi di trovare nuovi strumenti di protezione, di prevenzione e di assistenza sanitaria ed economica più incisivi, svolgendo un lungo lavoro di studi e di ricerche, fra i più validi del tempo. Fu ispiratore e propulsore dell'attività legislativa, iniziata nel 1898 con la creazione della Cassa infortuni sul lavoro, nonché dell'organizzazione previdenziale e della prassi operativa nell'ambito delle scienze sociali. Fu membro del Comitato permanente per lo studio delle malattie professionali e degli infortuni sul lavoro presso il Bureau International du Travail, operò per la Società delle Nazioni, per la Commissione permanente per la legislazione operaia e per la previdenza sociale, per la Commissione per la riforma della legislazione sugli infortuni del lavoro. Il suo successore G. Bianchini lo ricordava come un medico brillante e umanitarista, che portava in sé la fede del ricercatore e il sentimento vivo della solidarietà umana. Teneva presso la sua villa di Pozza (Barga) un ambulatorio dove aiutava gratuitamente chiunque andava da lui e, se richiesto si recava anche al capezzale di ammalati non in grado di muoversi.

## Biondi e Matteotti
Nel dicembre del 1920, durante una riunione dei sindaci della provincia di Siena nella Casa del popolo di Siena, Cesare Biondi ebbe l'opportunità di conoscere Giacomo Matteotti, segretario nazionale che amava Siena. I due avevano molte cose in comune infatti come Matteotti anche Biondi era stato negli anni precedenti sindaco, sia pure in Media Valle del Serchio, zona molto più calma del polesine dove fu sindaco il leader del Psi. I due non parlarono solo di politica: discussero di arte senese e si ritrovarono assieme affacciati dalla finestra dello studio del professore sopra il Laterino ad ammirare la città e la campagna. Biondi li promise anche che 'in un momento più sereno' lo avrebbe portato a conoscere posti nuovi e cose nuove. Matteotti tornò a Siena nel 1922 per il Palio di luglio ma, recatosi al campo con la moglie, fu brutalmente aggredito da alcune camicie nere e fu costretto ad andarsene sotto minaccia. Dopo la morte violenta e il ritrovamento del corpo nel 1924, Cesare Biondi scrisse una lettera a Filippo Turati nella quale mostrava tutto il suo dolore e la sua vicinanza alla moglie ricordandogli i bei momenti passati insieme al marito.

## Opere
- La creation d'un enseignement supèrior de la mèdecine dans les rapports avec les assurances sociales: relazione pubblicata negli atti dell'VIII Congresso delle assicurazioni sociali, Roma 1908.
- Cesare Biondi fondò la prestigiosa rivista di medicina del lavoro e di medicina sociale 'il ramazzini', il cui primo numero porta la data del gennaio 1909 e contiene una sua presentazione dedicata alle prospettive previdenziali.
- L'amore nelle poesie del Pascoli, Siena 1919: discorso letto il 1º dicembre 1918 per la solenne inaugurazione degli studi nell'Aula Magna della R.Università di Siena.
- Simulazione e provocazione di lesioni e di malattie, Roma 1919: trattato sullo studio dei vari aspetti dell'autolesionismo durante la Grande Guerra.
- L'accertamento e la revisione dello stato di invalidità, Roma 1923.
- Condizioni igienico sanitarie dei lavoratori del mercurio sul monte Amiata, Roma, tipografia cooperativa sociale, 1925.
- L'incapacità al lavoro dal punto di vista medico-legale, Torino, UTET, 1926: manuale pratico di semeiotica e diagnostica medico-legale e di diritto previdenziale.
- L'assicurazione contro la tubercolosi nel quadro delle assicurazioni sociali, 1934.